# Стенвейкерволд
Стенвейкерволд (нід. Steenwijkerwold) — село в нідерландській провінції Оверейсел. Входить до муніципалітету Стенвейкерланд.
Його площа становить 10,31 км², а населення станом на 2021 рік складало 1 910 осіб.
Перша згадка про населений пункт датується 1376 роком.
До 1973 року мало статус окремого муніципалітету.